# Cricket internazionale nel 1895
La stagione internazionale di cricket del 1895 si è disputata dall'aprile al settembre del 1895. La stagione ha succeduto quella del 1894-1895 e preceduto quella del 1895-1896 e sono state giocate solamente partite di prima classe.

## Sommario
| Tour internazionali | Tour internazionali | Tour internazionali | Tour internazionali | Tour internazionali | Tour internazionali | Tour internazionali |
| Data                | Squadra di casa     | Squadra ospite      | Risultato [Partite] | Risultato [Partite] | Risultato [Partite] | Risultato [Partite] |
| Data                | Squadra di casa     | Squadra ospite      | Test                | ODI                 | FC                  | LA                  |
| ------------------- | ------------------- | ------------------- | ------------------- | ------------------- | ------------------- | ------------------- |
| 3 giugno            | Paesi Bassi         | Australia           | —                   | —                   | 1–0 [1]             | —                   |
| 28 agosto           | Paesi Bassi         | Worcestershire      | —                   | —                   | 1–0 [1]             | —                   |